# Pelayangan (Gebang)
Pelayangan is een bestuurslaag in het regentschap Cirebon van de provincie West-Java, Indonesië. Pelayangan telt 3974 inwoners (volkstelling 2010).